# 野尻湖遺跡群

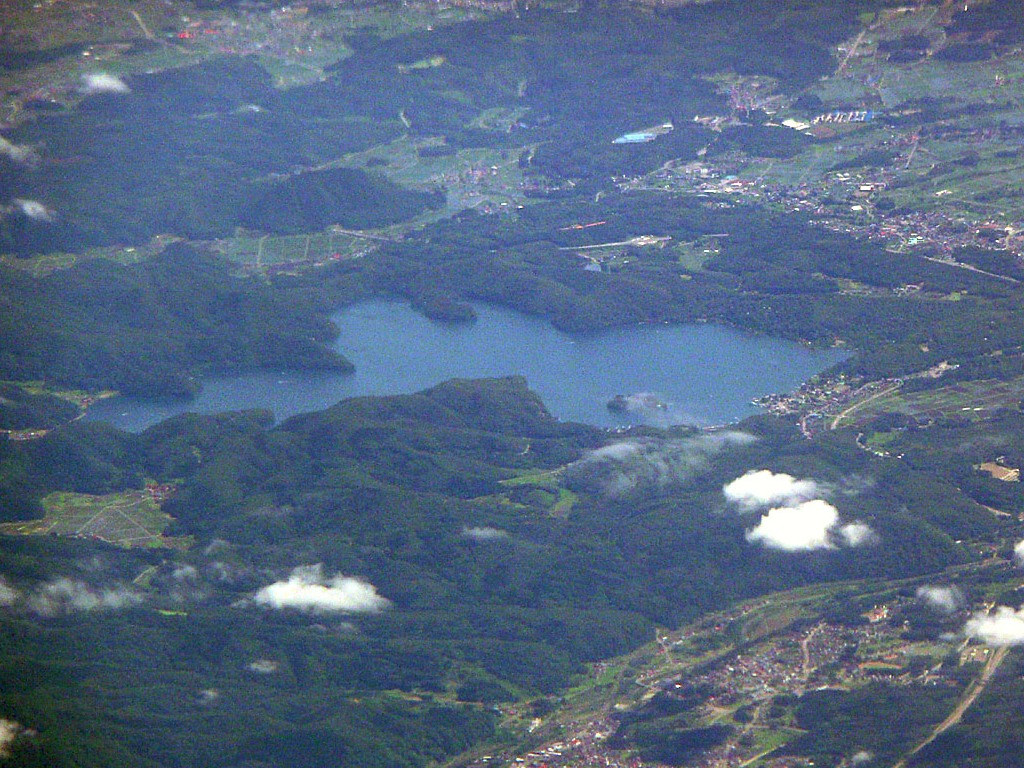
上空より見た野尻湖

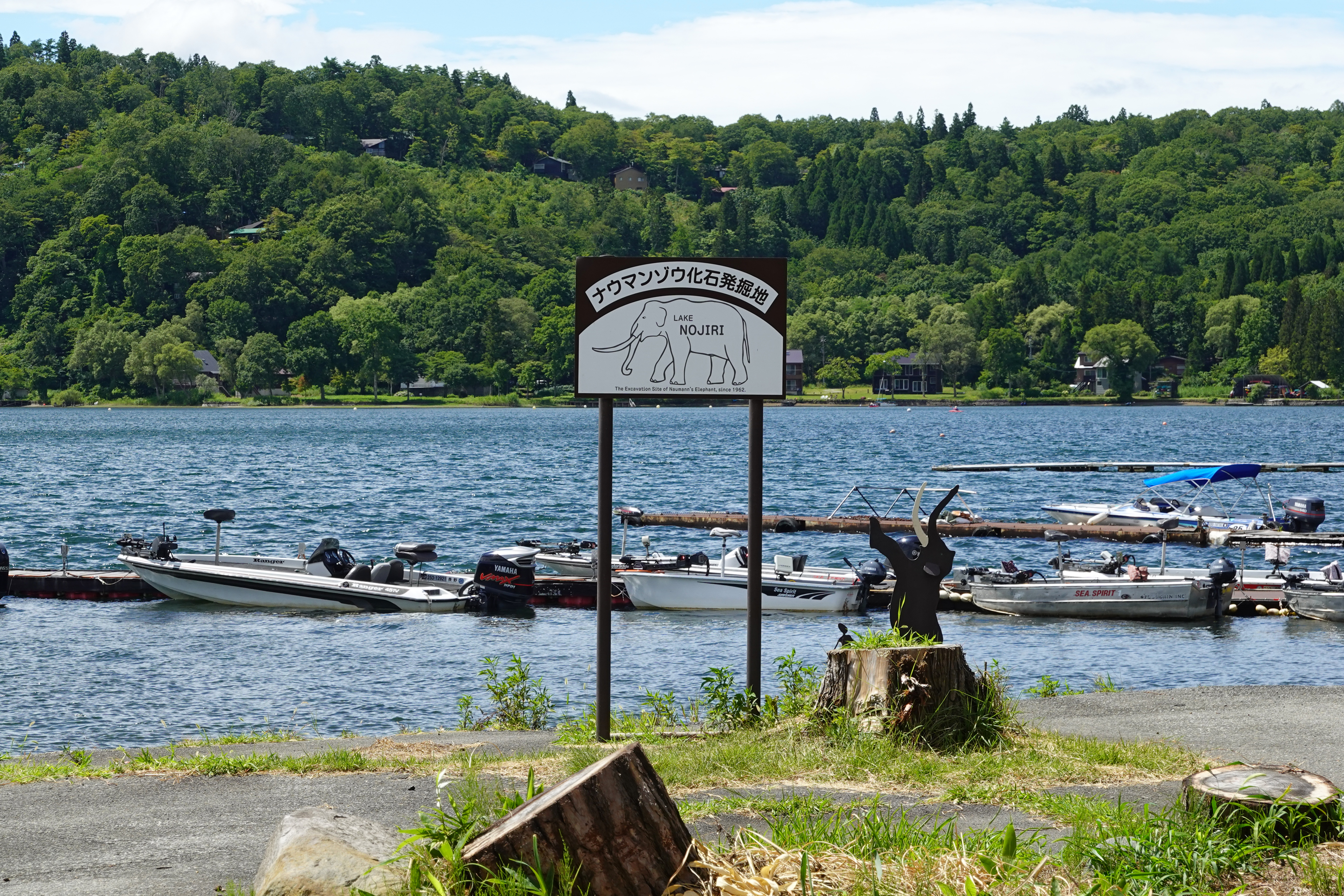
野尻湖畔のナウマンゾウ化石発掘地

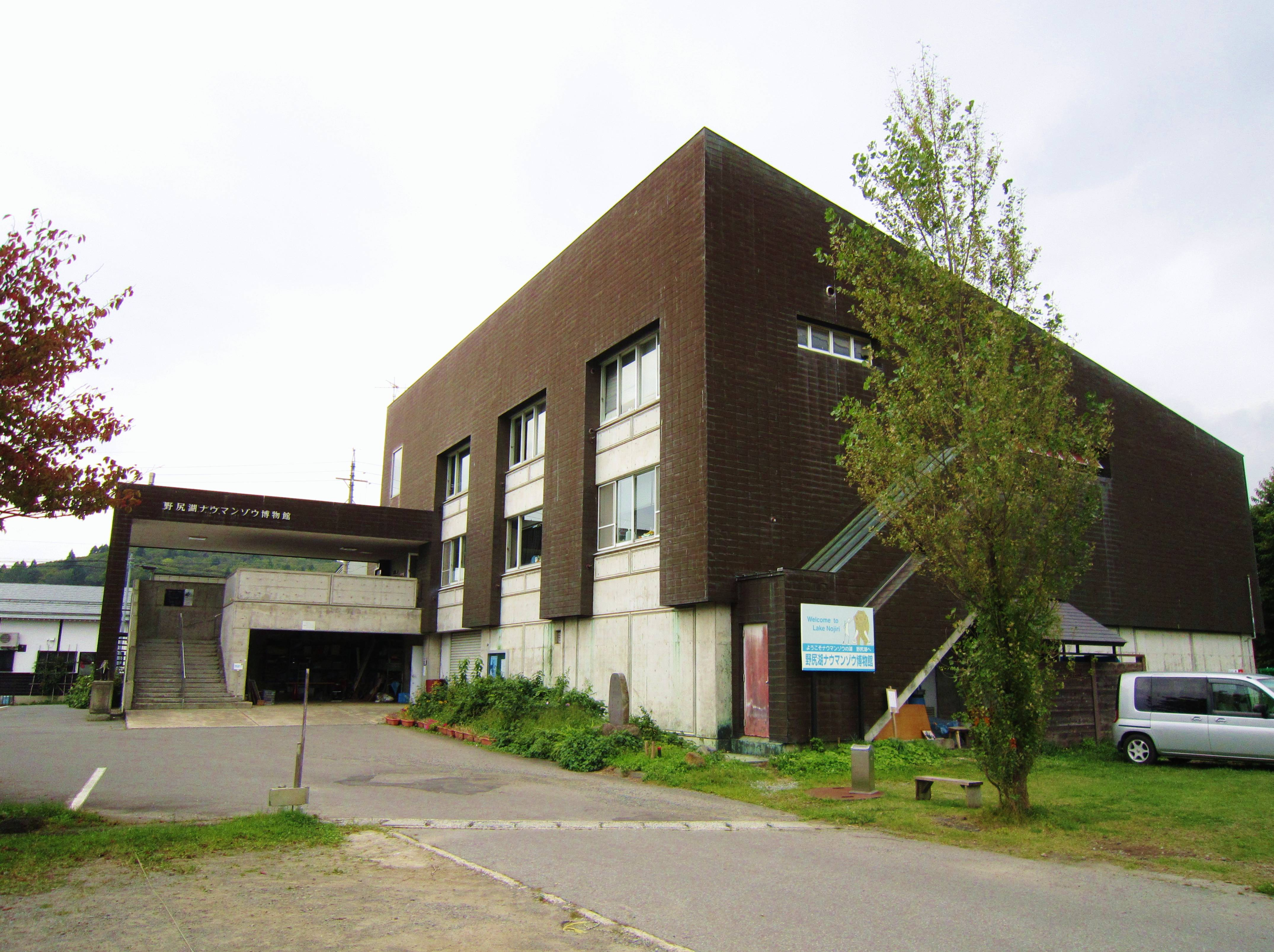
野尻湖ナウマンゾウ博物館

野尻湖遺跡群（のじりこいせきぐん）は、長野県上水内郡信濃町にある野尻湖の湖底・湖畔、その周囲の丘陵等に分布する後期旧石器時代から縄文時代草創期にかけての遺跡群の総称。野尻湖底に位置しナウマンゾウやオオツノシカの骨等が出土した立が鼻遺跡や「杉久保型ナイフ形石器」の由来となった杉久保遺跡など、日本列島の旧石器学史に残る発見で知られる。

## 概要
長野県北部にある野尻湖は、斑尾山と黒姫山に挟まれた標高654メートルの高原地帯に立地する長野県内で第2位の面積（4.56平方キロメートル）をもつ自然湖である。この野尻湖西岸部の、北西～南東6キロメートル×北東～南西4キロメートルにかけての範囲には、約4万年前の後期旧石器時代から縄文時代草創期にかけての遺跡（周知の埋蔵文化財包蔵地）が38箇所ほど分布しており、野尻湖遺跡群と総称されている。
群内の諸遺跡は、立地環境に応じて3種類のタイプに分類されている。

### 風成層の遺跡
野尻湖西岸を取り巻く丘陵上に分布する遺跡で、50000年から10000年前にかけての野尻ローム層堆積時期に形成された。湿地や湖底化したことの無い、全て風成層の遺物包含層からなる。貫ノ木遺跡・照月台遺跡・上ノ原遺跡・伊勢見山遺跡・日向林A遺跡・日向林B遺跡などが代表的である。

### 水成層と風成層の遺跡
野尻湖周辺の湿地に形成された低湿地遺跡群で、野尻ローム層堆積時期の期間に湖底から陸化した地域に分布している。そのため水成層の遺物包含層と風成層の遺物包含層が混雑する。仲町遺跡・向新田遺跡・川久保遺跡・海端遺跡・東裏遺跡などがある。

### 水成層の遺跡（野尻湖底遺跡）
野尻ローム層が野尻湖底に堆積した水成層「野尻湖層」中に形成された遺跡群で、野尻湖底遺跡（のじりこていいせき）とも呼ばれる。立が鼻遺跡を筆頭に、杉久保遺跡・琵琶島遺跡・樅ヶ崎遺跡・砂間遺跡などがある。野尻湖では、東北電力池尻川発電所（水力発電所）が発電のために湖水を取り入れており、湖に流入する水が少なくなる冬期には、発電所の影響で湖の水位が2メートルほど低下する。湖底遺跡群は、この時期に湖底面が露出することで発掘調査が可能となる。出土した石器の特徴から見て、後期旧石器時代初頭に位置づけられ、野尻湖層は、堆積層を上部・中部・下部に分けると約50000年前から33000年前の間に形成されたと考えられている。

## 発掘調査史
1948年（昭和23年）に地元住民で旅館経営者の加藤松之助が、偶然ナウマンゾウの臼歯を発見した。発見当初は、凸凹の形状から「湯たんぽの化石」と呼ばれていた。
1953年（昭和28年）、地元住民の池田寅之助が杉久保遺跡で収集していた石器資料の中から芹沢長介・麻生優が旧石器時代遺物を見いだし「杉久保型ナイフ」と命名した。これらの事が契機となり、1962年（昭和37年）から湖底や湖畔での発掘調査が始まった。
発掘調査が行われるのは、野尻湖西岸の「立が鼻」という岬付近の湖底とその周辺に位置する立が鼻遺跡のエリアである。この遺跡は、狩猟した大型哺乳動物の解体場（キルサイト）と考えられている。
発掘調査を組織しているのは、民間学術団体の野尻湖発掘調査団（本部は野尻湖ナウマンゾウ博物館）である。湖底調査は3年に1回、3月に行われ、発電所の取水による水面の低下のため湖岸が沖合に後退する時期に合わせて、世界的にも珍しい「大衆発掘」という形態で行われている。全国23カ所に調査の参加者を募集し、そのための学習を行う「野尻湖友の会」という組織が作られ、会員になれば誰でも発掘調査に参加できる。発掘調査の運営は、参加者の参加費によって賄われている。
1962年（昭和37年）の70名が参加した第1次湖底調査では、ナウマンゾウとヤベオオツノジカ化石の発掘により、30000-50000年前の最後の氷河時代のものであることが確認された。1964年（昭和39年）の第3次湖底調査では、旧石器の剥片が発見され、ナウマンゾウと人類の関係が問題となった。
この第3次調査に並行して、杉久保遺跡A地点の湖底調査も開始され、およそ17000年前の泥炭層より下層から杉久保型ナイフを伴う石器が出土した。
1973年（昭和48年）の第5次湖底調査では、参加者が1000人を超えた。ナウマンゾウの牙（第2門歯）とオオツノジカの掌状角（手の平をひろげたような大型の角）をはじめ、ナイフ形石器、骨製基部加工剥片（ナイフ形骨器）などが発見され、ナウマンゾウと旧石器時代の人類が共存していたことが証明された。この調査で発見された三日月形のナウマンゾウの門歯とオオツノジカの掌状角は、隣り合って検出されたことで「月と星」の愛称で呼ばれ、野尻湖ナウマンゾウ博物館のシンボルマークになっている。
陸上にある遺跡での調査も開始され、1976年（昭和51年）、1977年（昭和52年）、1979年（昭和54年）に、仲町遺跡の発掘調査が行われた。
1984年（昭和59年）、野尻湖発掘調査団は立が鼻遺跡から出土する石器や骨器群に対し「骨器と小形剥片石器および縦長剥片によって特徴付けられるもの」として「野尻湖文化」という概念を提唱した。
1993年（平成5年）には、上信越自動車道建設に伴う発掘調査が開始され、貫ノ木遺跡・西岡A遺跡・裏ノ山遺跡・東浦遺跡・大久保南遺跡・上ノ原遺跡・日向林A遺跡・日向林B遺跡・七ッ栗遺跡など多くの陸上遺跡で調査が行われた。
1997年（平成9年）12月、野尻湖発掘調査団は、同年3月の第13次湖底発掘調査で約4万年前の土層から発見された「木葉型尖頭器（もくようがたせんとうき）」が偽物だったと公表した。調査の結果、1995年（平成7年）夏に、近くの別の遺跡で出土直後に盗まれたものだったと判明した。調査団長で信州大学教授の酒井潤一らは、再発防止策を2年半かけて検討した。その結果、2000年（平成12年）3月の第14次発掘調査から、遺物を掘り当てた時点で作業を止め、周辺の土層を複数の人間が入念に調査し、土層と遺物の関係を現場で確認する「確かめ掘り」を採用した。なお酒井は、偽物を見抜けなかった責任を取り、再発防止の道筋がついた1999年（平成11年）11月に団長を辞任した。
2018年（平成30年）までに22次の調査が実施されており、出土品のほとんどは湖畔の野尻湖ナウマンゾウ博物館に収蔵され、一部が展示されている。

## 考古遺物
立が鼻遺跡などの湖底の遺跡からは、珍しく人類遺物と動物遺体が同一層中から出土している。多くの小型の削片石器が主体のナイフ形石器、ナウマンゾウの象牙を加工したビーナスの骨器、ナウマンゾウやヤベオオツノシカの化石などが出土した。これらの大型哺乳動物が人類によって狩猟の対象にされた可能性が指摘されている。この外に、ニホンジカ、イノシシ、アナグマ、ノウサギなどの中・小型の哺乳動物の化石も発見されている。また、遺跡やその周辺から検出されたマツ科のチョウセンゴヨウの花粉及び植物遺体は旧石器人の植物食料源となったと推測されており、オニグルミ、ツノハシバミも出土している。
そのほか仲町遺跡では、ナウマンゾウの足跡や貝のもぐり跡などの生痕化石と思われるものも見つかっている。また、土層中の珪藻、花粉の微化石を採取したり古地磁気を測定するための湖底堆積物のサンプリングや火山灰の分析などを通して、年代測定や古環境の研究も行われた。これらのことからも、今から約4万年前の後期旧石器時代に、野尻湖の周辺には人が住んでおり、大型哺乳類の狩猟をしていたとみられていることが判明した。野尻湖層の石器が出土した層位の炭素14年代測定キャリブレーションカーブ（IntCal09）による較正年代は、48000年（calBP）前から37000年（calBP）前の範囲におさまるとされる。
この立が鼻遺跡出土石器群の放射性炭素年代値については、後期旧石器時代初頭、またはそれ以前（40000年前以前）に遡る可能性が指摘されており、同じく40000年前を超える可能性がある石器が発見された竹佐中原遺跡（長野県飯田市）などとの比較検討が期待されている。しかし、立が鼻の事例は、湖畔の解体場という遺跡環境や骨器主体の遺物組成など特殊な条件が多く、対比可能な類例が日本列島では他に存在しないため、一般に理解しにくい遺跡として日本の旧石器時代研究の中で議論される機会が少ない孤立した事例となっている、という問題点が指摘されている。
陸地の遺跡では、1993年（平成5年）に実施された日向林B遺跡の調査で、旧石器人のキャンプ地跡と考えられている直径約30メートルの環状に石器や剥片が集中する遺構（環状ブロック群）が検出され、9000点にのぼる石器が出土した。これらの石器は台形様石器（だいけいようせっき）や局部磨製石斧のセットが多く、40000年前の後期旧石器時代初頭の特徴を示していた。

## 文化財
湖底遺跡から出土したナウマンゾウの臼歯化石などは「野尻湖産大型哺乳類化石群」として信濃町指定天然記念物に指定されている。また「立が鼻遺跡出土骨器」と「杉久保遺跡出土石器」が同町指定有形文化財に指定されている。
また、陸上遺跡である日向林B遺跡から出土した、局部磨製石斧や台形様石器などの石器202点は、2011年（平成23年）6月27日に国の重要文化財に指定されている。

### 関連文献
- 野尻湖人類考古グループ『野尻湖遺跡群の旧石器文化Ⅰ』 1巻〈野尻湖発掘の考古学的成果〉、1987年3月。 NCID BN03321866。

- 野尻湖人類考古グループ『野尻湖遺跡群の旧石器文化Ⅱ』 2巻〈野尻湖発掘の考古学的成果〉、1990年3月。 NCID BN03321866。